# Naturschutzgebiet Aschenhütte und Bachsysteme der Romecke

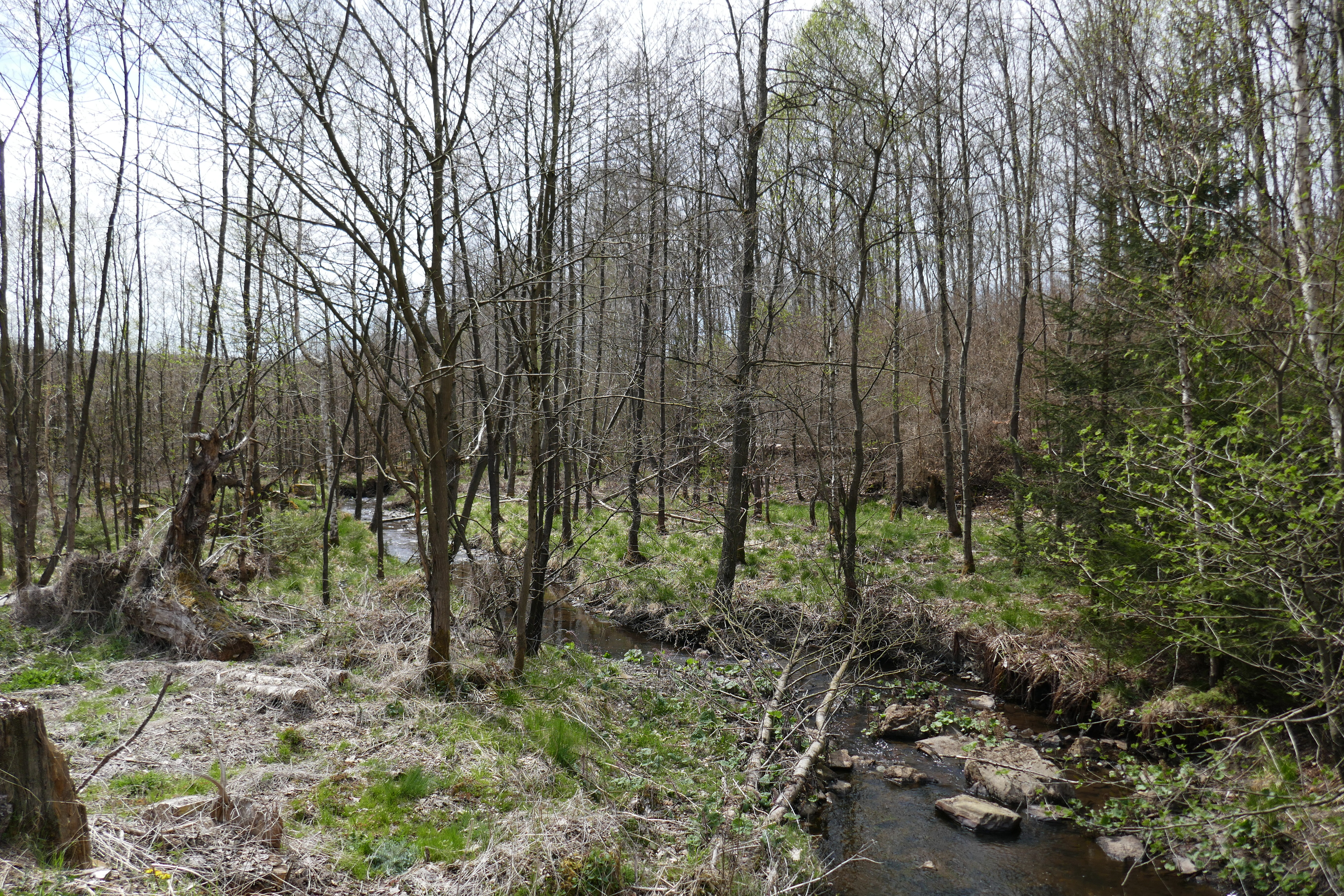
Romecke im Naturschutzgebiet Aschenhütte und Bachsystem der Romecke

Das Naturschutzgebiet Aschenhütte und Bachsysteme der Romecke ist ein 45,49 ha großes Naturschutzgebiet (NSG) südöstlich von Rüthen im Kreis Soest in Nordrhein-Westfalen. Das Gebiet wurde 1942, 1966 und 2004 von der Bezirksregierung Arnsberg per Verordnung als NSG ausgewiesen. Dabei wurde das NSG 2004 deutlich vergrößert. Das NSG geht im Osten an einer kleinen Stelle bis zur Kreisgrenze zum Kreis Paderborn. Das NSG ist im Westen nur durch die Bundesstraße 516 vom Naturschutzgebiet Möhnetal getrennt.

## Gebietsbeschreibung
Bei dem NSG handelt es sich um ein naturnahes, ausgedehntes, stark verzweigtes Bachsystem der Romecke und ihrer Nebenbäche mit Auebereichen, ferner einem Bruchwaldkomplex. Das NSG weist Quellen in Birken-Moorwald und Bruchwäldern auf. Es gibt bachbegleitende Erlen-Bruchwälder und Erlen-Eschenwälder. In den Auen befinden sich auch Feuchtbrachen, Röhrichte, Feucht- und Magergrünland.